# Vágur
Vágur è un comune delle Isole Fær Øer. Ha una popolazione di 1 405 abitanti e fa parte della regione di Suðuroy sull'isola omonima.
Vágur, sulla costa sud-orientale dell'isola, è l'unica località abitata del comune.

## Storia
Il nome del comune viene dal Faroese e significa baia, poiché è situata sul fondo di un fiordo, quello di Vágsfjørður. Il comune è stato fondato nel XIV secolo e si è sviluppato grazie alla caccia alla balena.

## Galleria d'immagini

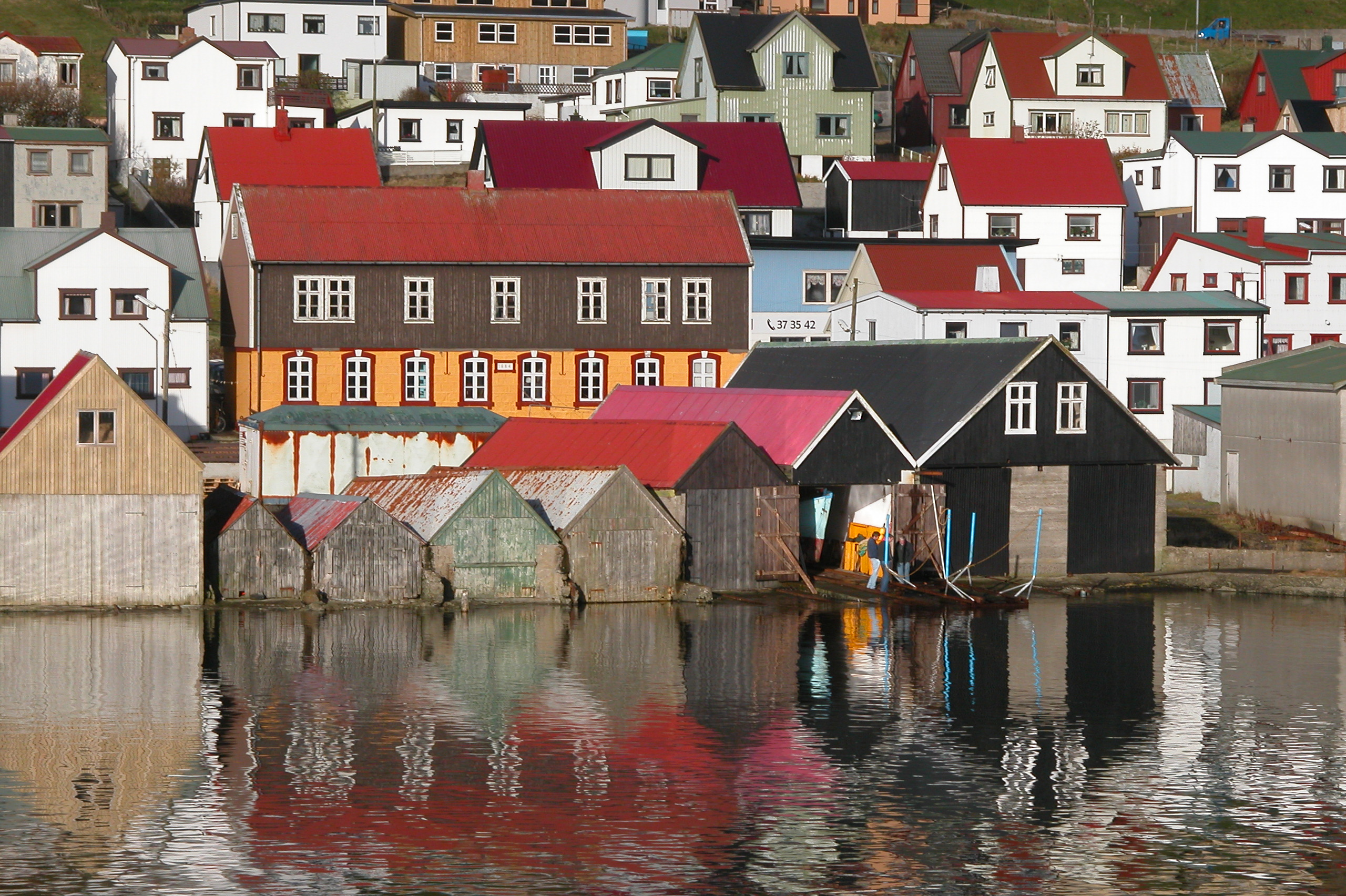
La vecchia scuola con altre case e barche, a Vágur
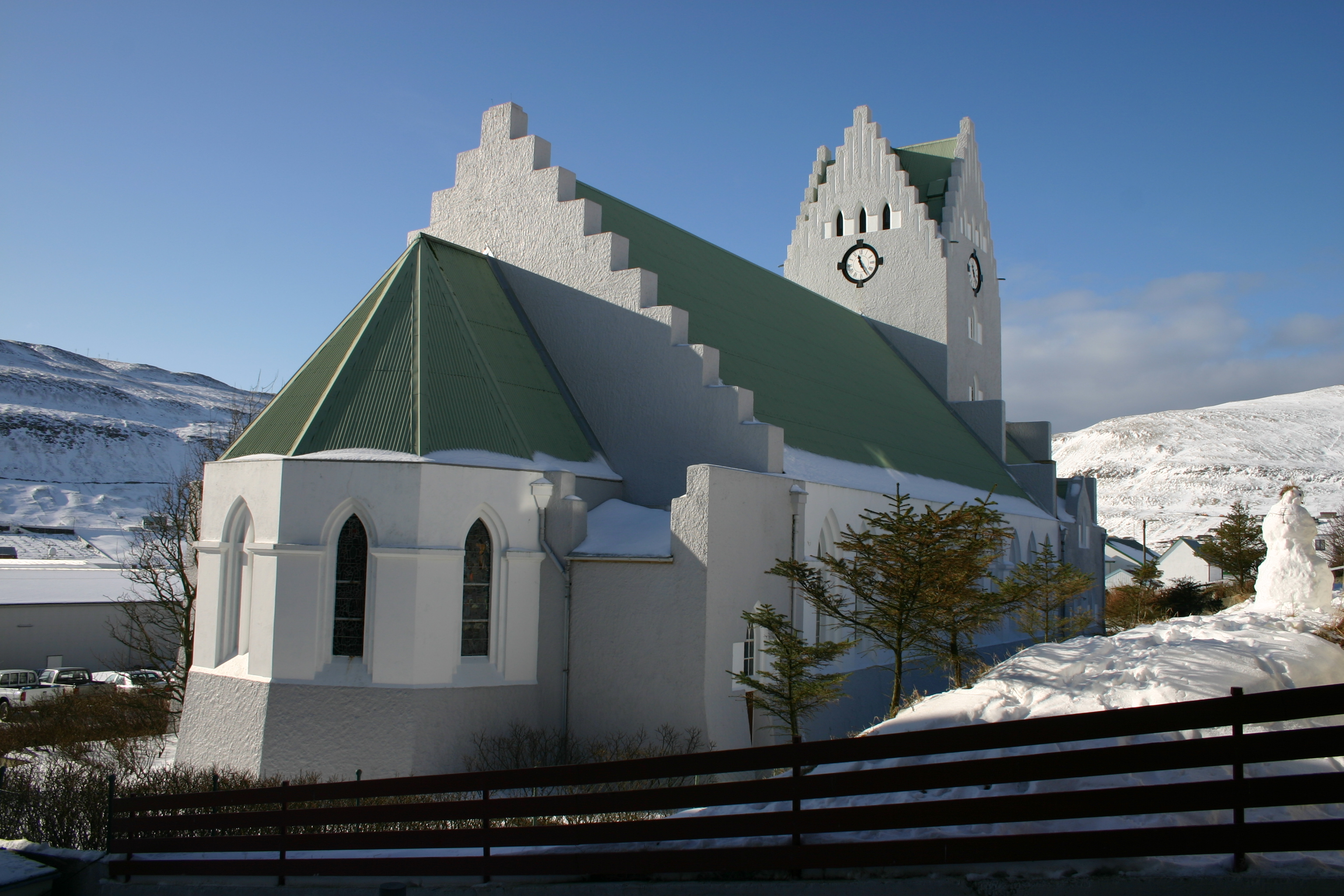
La chiesa di Vágur
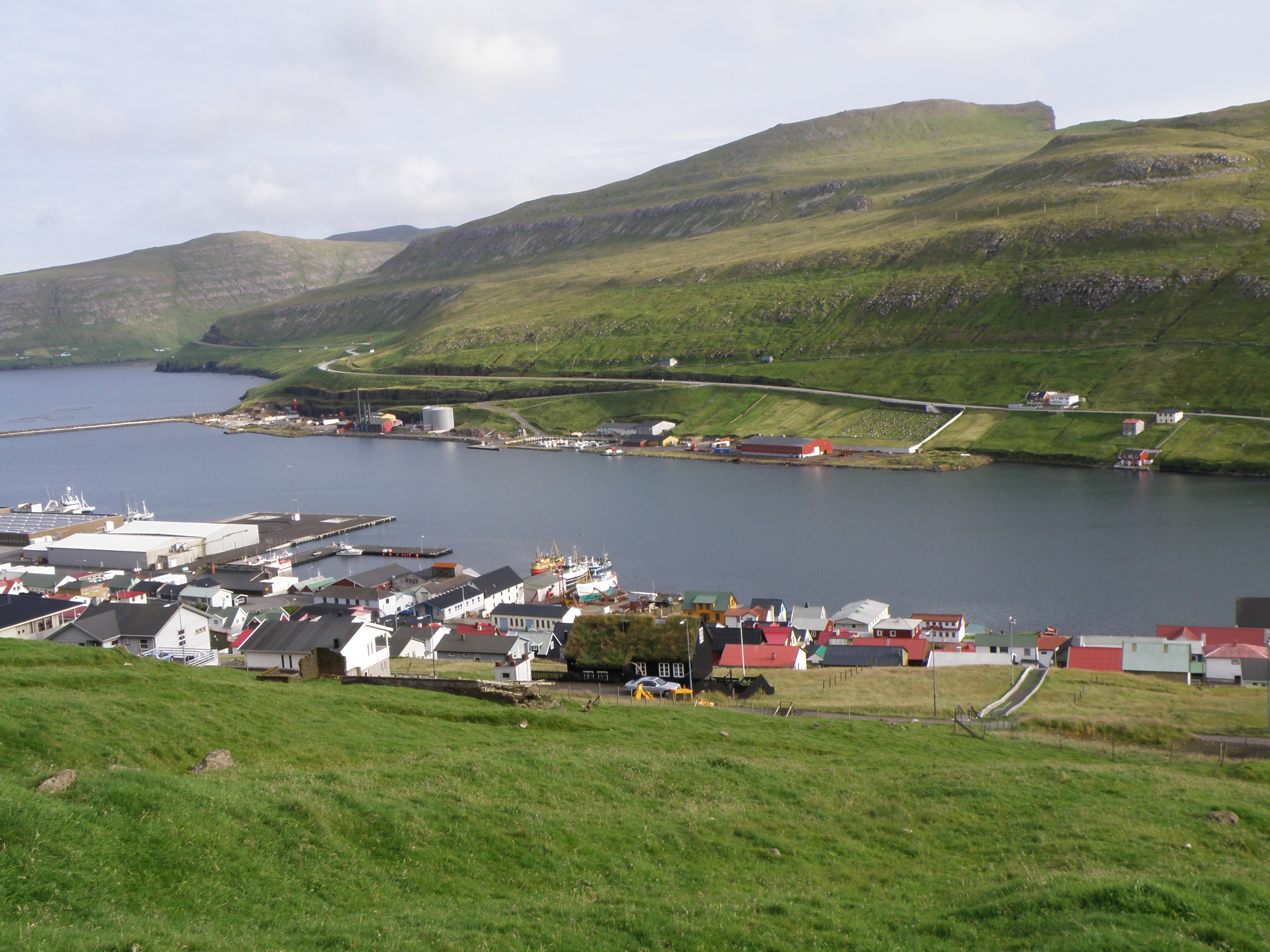
Vágur e il fiordo Vágsfjørður